# Esther Mbulakubuza Mbayo
Esther Mbulakubuza Mbayo (nhũ danh Esther Mbulakubuza), là một chính trị gia người Uganda. Bà là Bộ trưởng của Tổng thống trong Nội các Uganda. Bà được bổ nhiệm vào vị trí đó vào ngày 6 tháng 6 năm 2016, thay thế Frank Tumwebaze, người được bổ nhiệm làm Bộ Công nghệ Thông tin và Truyền thông. Cô cũng phục vụ trong Quốc hội của Uganda, với tư cách là Đại diện Phụ nữ của Quận Luuka.

## Bối cảnh và giáo dục
Mbulakubuza được sinh ra ở quận Luuka ngày nay, ở tiểu vùng Busoga, khu vực phía đông của Uganda, vào ngày 27 tháng 4 năm 1971. Bà đã học tại Trường nữ Wanyange cho cả giáo dục O-Level và A-Level. Bà theo học Đại học Makerere, tốt nghiệp năm 2005, với bằng Cử nhân Thương mại, chuyên ngành kế toán. Bà cũng có một chứng chỉ được trao bởi Viện Thư ký và Quản trị viên.

## Sự nghiệp
Năm 1997, Mbayo làm kiểm toán viên nội bộ cho Transocean Uganda Limited. Từ tháng 11 năm 1999 đến năm 2002, bà làm trợ lý tài khoản tại Lonrho Motors Uganda Limited, một đại lý ô tô tư nhân ở Kampala. Từ tháng 1 năm 2003 đến tháng 2 năm 2006, bà làm kế toán tại Lonrho Motors. Sau đó, Mbayo làm tại Công ty thương mại Uganda Limited với tư cách là một kế toán viên, từ tháng 4 năm 2006 đến tháng 8 năm 2007. Đồng thời, từ tháng 9 năm 2001 đến tháng 6 năm 2008, Mbayo làm kế toán tại Công ty TNHH Socket Works Uganda. Từ tháng 2 năm 2008 đến tháng 12 năm 2010, bà làm việc như một nhân viên kiểm soát tài chính tại Cooper Motor Corporation Uganda. Bà được bầu làm thành viên nữ Luuka của quốc hội tại cuộc tổng tuyển cử năm 2016, đánh bại người đương nhiệm Evelyn Kaabule. Mbayo trước đó đã đánh bại Kaabule trong banh lãnh đạo NRM. Vào ngày 6 tháng 6 năm 2016, bà được bổ nhiệm làm Bộ trưởng Nội các của Tổng thống.